# Elena Leuștean

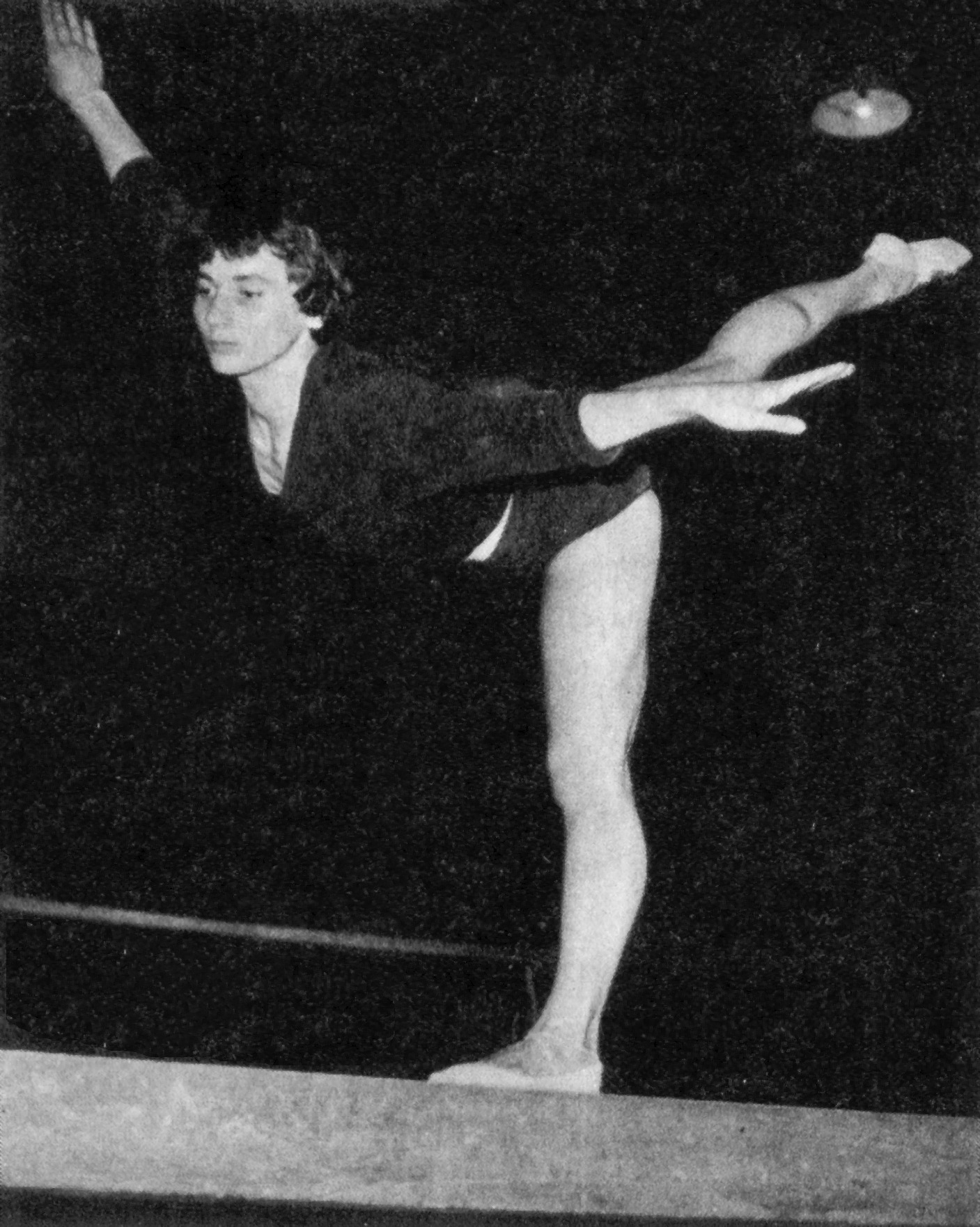
Elena Leuștean

Elena Leuștean, verheiratete Teodorescu, später Popescu, (* 4. Juli 1935 in Czernowitz, Großrumänien; † 16. August 2008 in Bukarest) war eine rumänische Kunstturnerin.

## Leben
Sie wuchs in Czernowitz auf, das damals zu Rumänien gehörte. Nachdem die Stadt im Zweiten Weltkrieg von der Sowjetunion eingenommen wurde, übersiedelte die Familie nach Brașov. Dort betrieb Leuștean Leichtathletik und Handball, bevor sie sich für das Turnen entschied.
Bei den Turn-Weltmeisterschaften 1954 wurde Leuștean Vierte mit der Mannschaft, Fünfte im Mehrkampf und Sechste am Schwebebalken. 1956 nahm sie an den Olympischen Spielen in Melbourne teil. Dort gewann sie mit Bronze am Boden die erste Medaille im Turnen in der rumänischen Olympia-Geschichte. Eine weitere Bronzemedaille gewann sie mit Elena Săcălici, Emilia Vătășoiu, Georgeta Hurmuzachi, Sonia Iovan und Elena Mărgărit im Mannschaftswettbewerb hinter der Sowjetunion und Ungarn. Außerdem erreichte Leuștean Platz sechs im Pferdsprung und Platz fünf in der Gruppengymnastik.
Bei den ersten Turn-Europameisterschaften, die 1957 in der rumänischen Hauptstadt Bukarest ausgerichtet wurden, gewann Leuștean drei Medaillen, jeweils Silber im Mehrkampf, am Stufenbarren und am Boden. Bei den Turn-Weltmeisterschaften 1958 gewann sie mit der rumänischen Mannschaft hinter der Sowjetunion und der Tschechoslowakei die Bronzemedaille. Außerdem war sie Sechste beim Pferdsprung. 1959 wurde Leuștean bei den Europameisterschaften Zweite am Schwebebalken und im Mehrkampf.
1960 nahm Elena Leuștean in Rom an ihren zweiten Olympischen Spielen teil, wo sie wie vier Jahre zuvor mit der rumänischen Mannschaft Bronze gewann. Außerdem wurde sie Elfte im Einzel-Mehrkampf. Bei den Turn-Europameisterschaften 1961 in Leipzig war sie Vierte am Stufenbarren, Fünfte am Boden und Sechste im Mehrkampf. Bei ihren dritten und letzten Olympischen Spielen 1964 in Tokio wurde Leuștean mit der rumänischen Mannschaft Sechste.
Nach ihrer Sportkarriere arbeitete Leuștean am Institut für Bauwesen in Bukarest (ab 2004 Technische Universität für Bauwesen Bukarest). 2008 starb sie an einer Krebserkrankung.